# 塔爾博特縣 (喬治亞州)
塔爾博特县（英語：Talbot County）是美國喬治亞州西部的一個縣。面積1,022平方公里。根據美國2000年人口普查，共有人口6,498人。縣治托爾伯頓（Talbotton）。
成立於1827年12月14日。縣名紀念曾任州長的馬太·塔爾博特。